# Mar aberto
Mar aberto é um tipo de mar que possui ligação direta com o oceano. Podemos citar como exemplo o mar do Norte, na Europa, e o mar da China.